# Die Schwestern von Gion

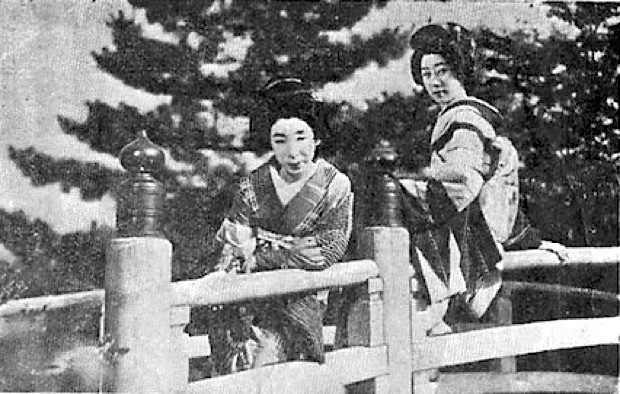
Schwestern von Gion (Standbild)

Die Schwestern von Gion aus dem Jahr 1936 ist eine Gesellschaftsstudie von Kenji Mizoguchi.

## Handlung
Der Film schildert die Geschichte zweier Schwestern, beide Geishas, aber mit sehr verschiedener Einstellung zu ihrem Beruf. Die ältere, Umekichi, hält viel auf Traditionen und bleibt deshalb ihrem Patron Shimbei Furusawa auch dann loyal, als dieser bankrottgeht und verarmt. Ihre jüngere Schwester Omocha dagegen schert sich wenig um Loyalität und überkommene Normen und versucht, sich von möglichst vielen Männern aushalten zu lassen. Immer wieder versucht sie ihre ältere Schwester davon zu überzeugen, es ihr gleichzutun. Doch Omocha geht zu weit und landet nach einer Auseinandersetzung mit einem eifersüchtigen Freier im Krankenhaus, während Umekichi von Furusawa verlassen wird. Als sich die beiden Schwestern im Krankenhaus wiederbegegnen, wird jedoch klar, dass sich keine der beiden von ihren Überzeugungen und ihrer Lebensweise abbringen lässt.

## Hintergrund
Mizoguchi stellt am Beispiel der beiden unterschiedlichen Schwestern die kulturellen und sozialen Gegensätze im Japan der 1930er Jahre dar, das hin- und hergerissen ist zwischen den alten Traditionen und all den modernen, westlichen Einflüssen, die innerhalb weniger Jahrzehnte auf das Land einstürmten und es völlig verwandelten. Er bleibt dabei seiner Linie treu, die Familie als Mikrokosmos der Gesellschaft zu betrachten und Frauen in den Mittelpunkt seiner Filme zu stellen. Zusammen mit dem im selben Jahr produzierten Film Osaka Elegie gilt „Die Schwestern von Gion“ als erstes großes Meisterwerk Mizoguchis, die beide auch den Beginn der langen Zusammenarbeit mit dem Drehbuchautor Yoshikata Yoda markieren.
Trotz des hohen künstlerischen Werts und der kontroversen Thematik war „Die Schwestern von Gion“ kein finanzieller Erfolg. Obwohl die Produktion des Films nur wenige Wochen in Anspruch nahm, ging die Produktionsfirma Daiichi Eiga bankrott, was auch auf einen Boykott der Verleihfirma zurückgeführt wurde.